# Leporinus britskii
Leporinus britskii is een straalvinnige vissensoort uit de familie van de kopstaanders (Anostomidae). De wetenschappelijke naam van de soort is voor het eerst geldig gepubliceerd in 2011 door Feitosa, Dos Santos & Birindelli.